# Alanwoodia
Alanwoodia es un género de foraminífero bentónico de la familia Planispirillinidae, del suborden Involutinina y del orden Involutinida. Su especie tipo es Patellina campanaeformis. Su rango cronoestratigráfico abarca el Holoceno.

## Clasificación
Alanwoodia incluye a las siguientes especies:
- Alanwoodia campanaeformis
- Alanwoodia excelsa